# Henry Cochin
Henry Denys Benoît Marie Cochin (* 31. Januar 1854 in Paris; † 9. Dezember 1926 ebenda) war ein französischer Politiker, Romanist, Italianist und Übersetzer.

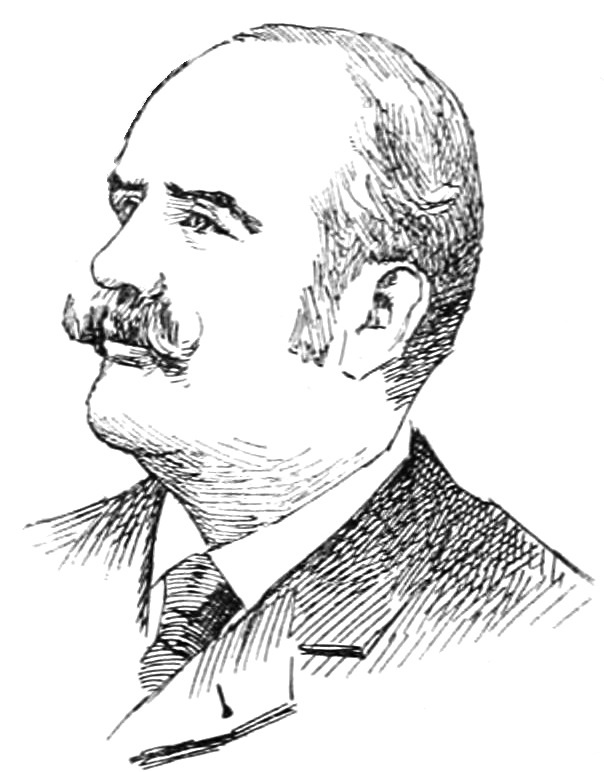
Henry Cochin

## Leben und Werk
Cochin entstammte einer begüterten Pariser Intellektuellenfamilie. Er schloss ein Jurastudium ab, studierte aber daneben bei Pierre de Nolhac und Léon Gautier und forschte ein Leben lang als Privatgelehrter zur italienischen Renaissanceliteratur, vor allem über Petrarca. Als Bürger von Saint-Pierre-Brouck (Département Nord), dem Wohnort seiner Frau, wurde er dort 1889 Bürgermeister und war von 1893 bis 1914 Abgeordneter des Wahlkreises Dünkirchen-Land. 1926 wurde er (kurz vor seinem Tod) in die Académie des Inscriptions et Belles-Lettres gewählt.

## Werke

### Italianistik
- (Hrsg. und Übersetzer) Luigi da Porto, Giulietta et Romeo. Nouvelle. Paris 1879
- Boccace. Etudes italiennes. Paris 1890 (italienisch: Florenz 1901)
- (Hrsg.) Un ami de Pétrarque. Lettres de Francesco Nelli à Pétrarque. Paris 1892 (italienisch Florenz 1901)
- La chronologie du «Canzoniere» de Pétrarque, Paris 1898
- Le Frère de Pétrarque et le livre du «Repos des religieux». Paris 1903, Genf 1975
- (Übersetzer) Dante Alighieri, Vita nova. Paris 1905, 1914, 1921, 1950
- Le bienheureux Fra Giovanni Angelico de Fiesole (1387–1455). Paris 1906
- Bibliografia degli scritti di Francesco Novati. Mailand 1908
- Jubilés d’Italie. Paris 1911
- (Übersetzer) Petrarca, Les Triomphes. Paris 1923
- (Hrsg. und Übersetzer) Petrarca, Les Psaumes pénitentiaux. Paris 1929 (Vorwort von Pierre de Nolhac)

### Weitere Werke
- Le Manuscrit de Monsieur C.-A.-L. Larsonnier. Paris 1881 (Charles Antoine Ludovic Larsonnier)
- (Hrsg., mit Henry Duparc) Expulsions des congrégations religieuses. Récits et témoignages. Paris 1881
- (Hrsg.) Augustin Cochin (1823–1872, Vater), Les espérances chrétiennes. Paris 1883, 1912, 1920
- Tableaux flamands. Paris 1908
- Lamartine et la Flandre. Paris 1912
- (mit Nicolas Bourgeois und André Mabille de Poncheville) Le Nord dévasté. Paris 1920
- Augustin Cochin 1823–1872. Ses lettres et sa vie. 2 Bände. Paris 1926